# カルキスのイアンブリコス
イアンブリコス、あるいはカルキスのイアンブリコス（古希: Ἰάμβλιχος, Iamblichos, 英: Iamblichus; おそらくシリア語もしくはアラム語で ya-mlku, "彼は王である"を意味する、245年 - 325年）は、シリア人のネオプラトニズム哲学者で、後期ネオプラトニズム哲学のとった方向性を決定づけた。彼はピュタゴラス主義哲学を要約したことで最もよく知られる。

## 生涯・人物
イアンブリコスはシリアで最も代表的なネオプラトニストであり、彼の影響は古代世界の広範な範囲に広がった。彼の生涯に起こったことや彼の宗教的な信念は完全には知られてはいないが、彼の信じた主要な教義は彼の現存する著作から浮かび上がってくる。スーダ辞典や、彼の伝記を書いたエウナピオスによれば、彼はシリアのカルキスの生まれである。彼は裕福で名の知れた家に生まれ、エメサ王家の祭司王の子孫と言われていた。彼は最初ラオディケアのアナトリオスの下に学び、続いて、ネオプラトニズムの創始者プロティノスの弟子であるテュロスのポルピュリオスの下に学んだ。カルキスのイアンブリコスはポルピュリオスにテウルギア（神働術）の実践を反対されたことで知られる。その批判に対してイアンブリコスは自身の著作「エジプト人の秘儀について」 (De Mysteriis Aegyptiorum) で応答している。
304年ごろに、イアンブリコスは故郷シリアに戻り、アンティオキア周辺に当時存在し、ネオプラトニズム哲学者を輩出したことで知られる町アパメアに自身の学校を創立した。そこで彼はプラトンおよびアリストテレスを研究するためのカリキュラムを立て、プラトンやアリストテレスに関する総括的な注釈を執筆した。ただしその注釈は今日では断片としてしか残っていない。プラトンやアリストテレスに加えて、ピュタゴラスもイアンブリコスにとって至上の権威であった。イアンブリコスは「ピュタゴラスの教義のコレクション」を書いたことで知られるが、本書は10巻からなり、何人かの古代の哲学者の抜粋を含んでいる。第1-4巻と、第5巻の断片が残っている。
イアンブリコスは卓越した文化と学識を備えた人であったと言われた。彼はその寛容さと自制心でも名声を博した。多くの学徒が彼を慕って集まり、イアンブリコスは彼らとともに和気藹々と過ごした。ヨハン・アルベルト・ファブリキウスによれば、イアンブリコスはコンスタンティヌス1世の治世、おそらく333年以前に死去した。
イアンブリコスの著作は断片が残っているにすぎない。私たちは彼の哲学体系に関する知識をストバイオスその他の著述家が残した断片に部分的に負っている。彼の5冊の現存する著書や彼のピュタゴラス哲学研究の断片と同様に、イアンブリコスの後継者たち、とくにプロクロスの言及もまた、イアンブリコスの体系を明らかにしてくれる。これらを除けば、プロクロスは有名な論文「テウルギア」、つまり『エジプト人の秘儀について』をイアンブリコスに帰している。しかしながら、この著作とイアンブリコスの他の作品との間には教義の要点でいくつかの流儀の違いがみられるので、イアンブリコスは本当にこれの著者なのかと問う人もいた。しかし、この論文は確かにこの学派に由来するものであり、当時の多神教の教派の営みを思索的に正当化しようと周到に試みるうえで、この論文はイアンブリコスが立っていた歴史上の分水嶺となっている。
思弁的な理論として、ネオプラトニズムは始祖プロティノス以来最高の発展を経験した。イアンブリコスが導入したネオプラトニズムの修正は、周到にして綿密な形式的区分、ピタゴラスの数象徴主義のより体系的な応用、そして東洋的な体系の影響の下での、ネオプラトニズムに含まれる概念的だと考えられていたものの徹底して神秘的な解釈といったものであった。イアンブリコスは、魂が物質において具現化しているという思想を紹介し、物質は宇宙のそれ以外の部分と同じだけ神聖であると信じた。これは、彼独自の思想と物質が不完全なものだと信じていた先達たちの思想との間を分かつ最も根本的な出発点である。
このためにイアンブリコスは途方もない尊敬を持って見られたようだ。
イアンブリコスは門弟たちから強く尊敬された。彼は同時代人から奇跡の力を有しているとみなされた。フラウィウス・クラウディウス・ユリアヌス帝は、エウナピオスによる自分はイアンブリコスに流儀においてのみ劣っているという控えめな称賛に満足せず、イアンブリコスをプラトンの再来以上の存在として扱い、イアンブリコスのある書簡のためにリュディアの金を捧げると宣言した。15世紀・16世紀に彼の哲学に対する関心が復活したころ、イアンブリコスの名は「神聖な」、「最も神聖な」といった形容辞をつけずに言及されることはほとんどなかった。

## 思想

### 宇宙論
彼の体系の頂点に、イアンブリコスは超越的で言表不可能な「一者」、「モナス」を据えた。一者の第一の原理は知的にとらえられる「ヌース」である。絶対的な一者のすぐ後に、イアンブリコスは、一者自体と、知性を生むものとしての「多」、つまり魂「プシュケー」との間にある二次的な超存在的「一者」を紹介した。これが「δυαδ(二性、複数性)」の始まりである。最初にして最高の一者（ヌース）を、プロティノスは（外界的な）存在と(主体的な)生命と（実現した）知性の三つの段階のもとに述べた。しかし、イアンブリコスは知性の対象である宇宙と知性によって引き起こされる宇宙を区別し、後者の宇宙は思考の領域で、前者は思考の対象であるとした。この三つの存在、つまり「プシュケー」と、「ヌース」を二つに分けた知性の対象である宇宙と知性によって引き起こされる宇宙は「三つ組み」をなす。
二つの世界の間で、かつて分離と結合がなされたというこの説明にはイアンブリコスによって加えられた部分があり、さらに、後にプロクロスによって二つの世界の本性をいくらか受け継いだ第三の宇宙が付け足されたと考える学者もいる。この推測は確定的でない校正にのみ基づいている。しかしながら私たちは、知性的な三つ組みの中で彼はデーミウルゴスに三番目の階級をあてがっていると読む。そのため、プラトン哲学では創造者＝神であるデーミウルゴスは、完全に形成されたヌース、ヘブドマス（七つのもの）まで増大された知性的な三つ組みであるとみなされる。ヌースをデーミウルゴスだとみなすことは、ネオプラトニズムの伝統と、キリスト教の伝統にネオプラトニズムが採用され発展したことのなかで重要な動きである。ヒッポのアウグスティヌスはロゴスを内包したヌースを創造原理と同一視することにおいてプロティノスに従う。ギリシアの哲学者たちがその創造原理をデーミウルゴスと呼んだのに反してアウグスティヌスはその原理の活動・展開を三位一体--そのうちの子はロゴスである--のうちの一位格に属するものであるとみなした。イアンブリコスとプロティノスは、ヌースが理性の仲介によって自然を生み出し、そこで知性の対象である神が霊的な神の三つ組みに付き従われると主張した。
こういった「霊的な神」のうち第一のものは認識不可能で現世を超越しているが、他の二つは現世的であるが理性的である。第三の階級、つまり現生の神々においては、様々な地位、昨日、階級の豊富な神性がある。イアンブリコスは神、天使、悪魔、英雄について著述していて、天上の12の神々は36にまで増加し、それに続く72の神が存在し、神性の守護者を除いて21の主要な神、42の自然の神、各個人および民族が存在すると書いている。根源的な一者から物質的な自然自体にまで展開された神性の領域では、魂が物質の世界へ下っていき人間として受肉する。基本的に、イアンブリコスは宇宙にある人間および神的存在の階級や、それぞれの階級で様々な数学的前提に結び付けられた数を増やした。よって世界には無数の超人間的存在が住み、自然の事象に影響を与えたり、未来に関する知識を所有して伝達したりしていて、祈りや供物をささげる者にとって通信可能である。
イアンブリコスの複雑な理論は全体として三つ組み、ヘブドマス、その他のの数学的形式主義に支配されているが、第一の原理はモナス、δυαδ、三つ組みであるとみなされている。象徴的な意味付けがほかの数にあてがわれている。彼は、数学的な定理が究極的には神的なものから根源的な物質まであらゆるものに適用されると述べている。しかし、彼はあらゆるものを数に従属させようとしたが、他の場所では彼は、数は独立した存在で有限なものと無限なものの間の位置を占めると述べている。
イアンブリコスの体系のもう一つの難解な点は自然に与えられる説明である。自然は運命という名の必然性の鎖に縛られていて、運命の主題ではない神的なものとは区別されるという。だが、物質的になる強い力の結果自体として、高まっていく影響の持続的な波はそれらからそれへと流れていき、重要な法則や変転に干渉してよい目的を不完全で邪悪なものにする。邪悪さのいかなる満足できる説明も与えられていない。それは有限なものと無限なものの偶発的な衝突により引き起こされたと言われる。

### 時間論
イアンブリコスは、古典期のピュタゴラス哲学の復興を目指し、プロティノスのものとは異なる時間論を打ち立てた。彼以降のネオプラトニズム後期に属する哲学者は基本的にこの潮流の下で思索した。
プロティノスが時間を単に人間の持つような魂の生の在り方としてのみ捉えたのに対し、イアンブリコスは時間を二つに、つまり不可分で流れ去ってしまうことのない時間と、(アリストテレスや偽アルキュタスが主張したように)非実在的で流れ去ってしまう時間に分けて考えた。これはプロティノスにおける永遠と時間の関係に似ているが、イアンブリコスの時間論でも永遠と時間の関係は存続していて、
1. 永遠-可知的な世界の尺度となる
2. 流れ去らない時間-可知的な世界に存在し、感覚的世界の尺度となる
3. 流れ去る時間-感覚的世界に存在する

という三段構造になっている。宇宙論的には、他に先行して永遠が存在し、宇宙が作られると同時に流れ去らない、形而上学的な(後の世の観点からすれば主観的な)時間が作られ、最後に流れ去る、自然学的な(後の世の観点からすれば客観的な)時間が(ある、とは言えない形ではあるが)あることになる。主観的・客観的と言っても、イアンブリコスの体系では前者の時間は知的活動の主体たるデーミウルゴスによって作り出されたものであり、後者の時間に対してはるかに強い実在性を持つ。永遠はさらに上位の実体と結びつけて考えられる。
イアンブリコスは、以上の時間論を独自のものではなく、アルキュタスの、あるいはピュタゴラス学派の中でさらに遡った者の時間論と同じだと信じていた。さらに、プロクロスはプラトンの『ティマイオス』に既に二種類の時間を設定することが主張されていると考えた。しかし、確実なところでは、イアンブリコス以前に二種類の時間について述べたのはイアンブリコスの師のポルピュリオスである。

### 神働術
神聖な宇宙の構成の複雑さにもかかわらず、イアンブリコスは救済を究極的な目的とした。受肉せる魂は特定の儀礼、すなわち神働術（テウルギア；逐語的には「神の働き」の意）を行うことによって神性に帰還することになっていた。テウルギアを「魔術」と訳す者もいるが、魔術という語の近代的含蓄はイアンブリコスの考えていたことと厳密には合致しない。むしろテウルギアとは秘跡的な宗教儀礼に近いものである。それでもやはり、こういった営みは、今日なら「魔術」の試みと受け取られるようなことをいくぶんかは伴っていた。
肉体の中に閉じ込められた魂は物理的な必然性に支配されるが、しかし魂はそれでも神的で理性的である。物質的で不完全で死すべき領域のまさしく一部でありながら、同時に不死的・神的な本性の一部でもある、ということは矛盾している。個の魂は、いわば受肉した「迷える」魂であり、そのより深い、神的な本性とのつながりを失い、自己疎外に陥っている。この矛盾の内に悪の起源についてのイアンブリコスの考えがあると目されているが、イアンブリコス自身はこのことに関して何も言っていない。
これはイアンブリコスが先代の巨匠ポルピュリオスと意見を異にする領域でもある。ポルピュリオスは精神的観想のみで救済がもたらされると信じた。ポルピュリオスはイアンブリコスの神働術に対する考えを批判する書簡を書いており、イアンブリコスの書いた「エジプト人の秘儀について」はその書簡に対する返答として書かれたものである。
イアンブリコスの解するところでは、超越的なものは理性を超越しているがゆえに、超越的なものを精神的な黙想によって把握することはできない。神働術は、存在の諸階層において神的「しるし」を辿っていくことによって超越的本質を回復することを目的とする一連の儀式と作業である。教育は、アリストテレス、プラトン、ピュタゴラス、そして「カルデア神託」にも示されているような事物の枠組というものを理解する上で重要である。神働術者は、「同類を以て同類に」作用させる。すなわち、物質的なレベルでは、物質的な象徴と「魔術」によって、より高いレベルでは、心的かつ純粋に霊的な実践によって。神的なものと物質的なものを調和させることから始めて、神働術師は最終的に魂の内的な神性が神と合一する段階まで到達する。
イアンブリコスは、一般大衆が行う儀式は実質的には物質的なものであり、一方で神性に近い（極少数の）高度な人々は観想を通じて神的な領域に到達できる、ということを言わんとした。

## 著作・現代語訳
- On the mysteries (De mysteriis), ed. Gustav Parthey, トイブナー叢書（英語版）, 1857 online; ed. Edouard des  Places, ビュデ叢書, 1989
  - English translations: Thomas Taylor（英語版）, 1821 online (Google books), online (HTML); Alexander Wilder, 1911 online (Google books), online (HTML); Emma C. Clarke, John M. Dillon（英語版）, and Jackson P. Hershbell, 2003, ISBN 158983058X
- On the Pythagorean Way of Life (De vita pythagorica), ed. Theophil Kießling, Leipzig, 1816 online; ed. Johann August Nauck（英語版）, St. Petersburg, 1884; ed. Ludwig Deubner, Teubner, 1937 (rev. Ulrich Klein, 1975)
  - English translations: Taylor, 1818 online (PDF)[リンク切れ]; Kenneth Sylvan Guthrie, 1919 online (HTML); Gillian Clark, 1989, ISBN 0853233268; John M. Dillon and Jackson Hershbell, 1991, ISBN 1555405231
  - 『ピュタゴラス伝』（佐藤義尚訳、国文社〈叢書アレクサンドリア図書館〉、2000年）
  - 『ピタゴラス的生き方』（水地宗明訳、京都大学学術出版会〈西洋古典叢書〉、2011年）
- On general mathematical science (Περὶ τῆς κοινῆς μαθηματικῆς ἐπιστήμης, De communi mathematica scientia), ed. Nicola Festa, Teubner, 1891 online
- Protrepticus, ed. Ermenegildo Pistelli（イタリア語版）, Teubner, 1888 (repr. 1975) online; ed. des Places, Budé, 1989
  - English translation: Thomas Moore Johnson, Iamblichus' exhortation  to  the study of philosophy, Osceola, Mo., 1907 (repr. 1988, ISBN 0933999631)
- In Nicomachi arithmeticam introductionem, Teubner, ed. Pistelli, Teubner, 1894 online (rev. Klein, 1975)
- Letters: John M. Dillon and Wolfgang Polleichtner, Iamblichus of Chalcis: The Letters, 2009, ISBN 1589831616
- Fragmentary commentaries on Plato and Aristotle
  - Bent Dalsgaard Larsen, Jamblique de Chalcis: exégète et philosophe (vol. 2, appendix: Testimonia et fragmenta exegetica), Universitetsforlaget i Aarhus, 1972 (Greek texts only)
  - Dillon (ed. and trans.), Iamblichi Chalcidensis in Platonis dialogos commentariorum fragmenta, Leiden: Brill, 1973
  - John F. Finamore and John M. Dillon, Iamblichus De Anima: Text, Translation, and Commentary, Leiden: Brill, 2002, ISBN 1589834682
- Theological principles of arithmetic (Theologumena arithmeticae, an anonymous work sometimes ascribed to Iamblichus), ed. Friedrich Ast（英語版）, Leipzig, 1817 online; ed. Vittorio de Falco, Teubner, 1922
  - English translation: Robin Waterfield（英語版）, 1988, ISBN 0933999720